# Список политических партий Эстонии
Список политических партий Эстонии отображает политические партии в Эстонии. В Эстонии существует многопартийная система с многочисленными партиями, которые обычно не могут получить достаточно мест в парламенте, чтобы сформировать однопартийное правительство. В результате партии должны сотрудничать друг с другом для того, что создать коалиционное правительство.

## Крупнейшие партии
В Рийгикогу, по результатам парламентских выборов 2023 года представлено 6 партий, сумевших преодалеть 5 % барьер.
| Название | Название                                                                      | Аббр. | Год  | Лидер                              | Идеология                                                                                       | Интернационал | Коалиция  | ПЭ | ЕП | МС  |
| -------- | ----------------------------------------------------------------------------- | ----- | ---- | ---------------------------------- | ----------------------------------------------------------------------------------------------- | ------------- | --------- | -- | -- | --- |
|          | Партия Реформ Эстонии эст. Eesti Reformierakond                               | RE    | 1994 | Кристен Михал                      | Правый центр. Либерализм, классический либерализм                                               | ЛИ            | Правящая  | 37 | 2  | 244 |
|          | Консервативная народная партия Эстонии эст. Eesti Konservatiivne Rahvaerakond | EKRE  | 2012 | Мартин Хельме                      | Правые. Эстонский национализм, национал-консерватизм, евроскептицизм, прямая демократия         | ИД            | Оппозиция | 17 | —  | 245 |
|          | Центристская партия Эстонии эст. Eesti Keskerakond                            | K     | 1991 | Михаил Кылварт                     | Левый центр. Центризм, социальный либерализм, популизм                                          | АЛДЕ          | Оппозиция | 16 | 1  | 247 |
|          | Эстония 200 эст. Eesti 200                                                    | E200  | 2018 | Лаури Хуссар                       | социал-либерализм, экономический либерализм, технократия                                        | —             | Правящая  | 14 | —  | 40  |
|          | Социал-демократическая партия эст. Sotsiaaldemokraatlik Erakond               | SDE   | 1990 | Лаури Ляэнеметс                    | Левый центр. Социал-демократия, социал-либерализм                                               | ПЕС           | Оппозиция | 1  | 48 |     |
|          | Отечество эст. Isamaa                                                         | IRL   | 2006 | Урмас Рейнсалу                     | Правый центр. Христианская демократия, национал-консерватизм, консерватизм, национал-демократия | ЕНП           | Оппозиция | 8  | 1  | 139 |
|          | Объединённая левая партия Эстонии эст. Eestimaa Ühendatud Vasakpartei         | EÜVP  | 2008 | Кейо Линдеберг                     | Левые. Экосоциализм, еврокоммунизм, защита интересов и прав русского меньшинства                | EЛ            | —         | 0  | 0  | 0   |
|          | Правые эст. Parempoolsed                                                      | PP    | 2022 | Лавли Перлинг                      | правые, неолиберализм, фискальный консерватизм                                                  | —             | —         | 0  | 0  | 0   |
|          | Партия зелёных Эстонии эст. Erakond Eestimaa Rohelised                        | ER    | 2006 | Йоханна Мария Тыугу / Марко Каазик | Центр. Зелёная политика.                                                                        | ЕПЗ           | —         | 0  | 0  | 2   |
|          | Партия свободы — Крестьянское собрание эст. Vabaduspartei – Põllumeeste Kogu  | VP-PK | 1992 | Рейн Кох                           | Правые. Аграрианизм                                                                             | —             | —         | 0  | 0  | 0   |
|          | Партия будущего Эстонии эст. Eesti Tulevikuerakond                            | TE    | 2020 | Виктория Лукатс                    | Аграрианизм. Зелёная политика.                                                                  | —             | —         | 0  | 0  | 0   |

## Исторические партии

### Эстонские партии до независимости от России
- Эстонская национальная прогрессивная партия (эст. Eesti Rahvameelne Eduerakond, ERE; 1905—1917). Первая политическая партия Эстонии, созданная юристом, общественным деятелем и издателем Яаном Тыниссоном во время Русской революции 1905 года. Конституционная монархия, автономизм, эстонский национализм. Союзник Конституционно-демократической партии. Реорганизована в Эстонскую демократическую партию.
- Эстонское социал-демократическое рабочее объединение (эст. Eesti Sotsiaaldemokraatlik Tööliste Ühendus; 1905). Социал-демократия, федерализм, автономизм. Фактически разгромлена в ходе подавления Первой русской революции 1905—1907 годов, лидеры подверглись репрессиям или эмигрировали.
- Балтийская конституционная партия (эст. Balti Konstitutsiooniline Partei; 1905—1917). Создана остзейскими немцами. Другое название — Конституционная партия Эстонии (эст. Eestimaa Konstitutsiooniline Partei). Конституционная монархия, консерватизм.
- Эстонская партия социалистов-революционеров (эст. Eesti sotsialistide-revolutsionääride Partei, ESRP; 1905—1919). Создана как филиал российской Партии эсеров. Самостоятельная партия с сентября 1917 года. Раскололась по вопросу независимости Эстонии, после чего левое крыло присоединилось к коммунистам. Вошла в Независимую социалистическую партию трудящихся.
- Эстонский крестьянский союз (эст. Eesti Talurahva Liit; 1917). Объединилась с Сельским народным союзом.
- Эстонская демократическая партия (эст. Eesti Demokraatlik Erakond, EDE; 1917—1919). Создана в результате реорганизации Эстонской национальной прогрессивной партии. Центризм, либерализм, автономизм, позднее сепаратизм. Вошла в состав Эстонской народной партии.
- Эстонская радикально-демократическая партия (эст. Eesti Radikaaldemokraatlik Erakond, ERDE; 1917—1919). Либерализм. Вошла в состав Эстонской народной партии.
- Эстонский сельский народный союз (эст. Eesti Maarahva Liit, EMRL; 1917—1920). Другое название — Maaliit. Создана группой членов Временного земского совета Эстляндской губернии, позднее вошедших в состав Комитета спасения Эстонии и Временного правительства Эстонии. Де-факто правящая партия Эстляндии в период с Октябрьского переворота в Петрограде 7 ноября 1917 года и до оккупации Эстонии Германской империей 25 февраля 1918 года. Сотрудничала с оккупационными властями. Реорганизована в Крестьянское собрание.
- Эстонская социал-демократическая рабочая партия (эст. Eesti Sotsiaaldemokraatiline Tööliste Partei; 1917—1934). Создана на базе Эстонского социал-демократического рабочего объединения. Социал-демократия (меньшевизм), социальная справедливость, патриотизм, независимость Эстонии.
- Шведская народная лига прибалтийского края (швед. Svenska Folkförbundet i Östersjöprovinserna; 1917—1935). Другое название — Шведская партия (эст. Rootsi Erakond). Защита прав шведского меньшинства. Распущена после государственного переворота 1934 года.

### ПартииI республики(1920—1940)
- Немецко-балтийская партия (эст. Saksa-Balti erakond, (нем. Deutsch-baltische Partei in Estland, DbPE; 1918—1935). Защита немецкого меньшинства. Первоначально называлась Немецкая партия Эстонии (эст. Saksa Erakond Eestimaal, нем. Deutsche Partei in Estland). Переименована после Эстонской освободительной войны. Распущена после государственного переворота 1934 года.
- Эстонская независимая социалистическая партия трудящихся (эст. Eesti Iseseisev Sotsialistlik Tööliste Partei, EISTP; 1919—1924). Создана в результате раскола Эстонской партии социалистов-революционеров при участии перебежчиков из Эстонской социал-демократической рабочей партии. В середине 1923 года партия оказалась под контролем членов запрещённой Компартии Эстонии, переименована в Трудовую партию Эстонии (эст. Eestimaa töörahva partei;), став по сути прикрытием для деятельности коммунистов. Запрещена в мае 1924 года.
- Эстонская партия трудящихся (эст. Eesti Tööerakond, ETE; 1919—1932). Создана в результате объединения Радикальной социалистической партии и Социальной рабочей партии. Социал-демократия, центризм. Вошла в состав Национальной центристской партии.
- Эстонская народная партия (эст. Eesti Rahvaerakond, ERE; 1919—1932). Создана в результате объединения Эстонской демократической партии, Эстонской радикально-демократической партии и Эстонской национальной прогрессивной партии. Центризм, консерватизм, национализм. Вошла в состав Национальной центристской партии.
- Христианская народная партия (эст. Eesti Kristlik Rahvaerakond, KrRE; 1919—1932). Создана группой членов Эстонской демократической партии и Эстонской радикально-демократической партии, несогласных с объединением с Национальной прогрессивной партией. Выступала в защиту христианской нравственности и религиозных основ повседневной жизни. Вошла в состав Национальной центристской партии.
- Экономическая группа (эст. Majandusline Rühm, сокр. — Majandusrühm; 1920—1923).
- Крестьянское собрание (эст. Põllumeeste Kogud; 1920—1932, 1933—1934). Создана на базе Сельского народного союза. Аграрианизм, консерватизм. Под руководством Константина Пятса была правящей партией большую часть истории Первой Эстонской республики. Объединилась в Союз поселенцев и мелких сельских хозяев. Восстановлена в 1933 году, распущена после государственного переворота 1934 года. После присоединения Эстонии к СССР действовала в эмиграции в Швеции.
- Русский национальный союз (эст. Vene Rahvusliku Liidu; 1920—1935). Защита русского меньшинства. Распущен после государственного переворота 1934 года.
- Коммунистическая партия Эстонии (эст. Eestimaa Kommunistlik Partei, EKP; 1920—1991). Коммунизм, марксизм-ленинизм. Правящая партия в 1940—1941 и 1944—1990 годах. С 1940 по 1990 год — в составе ВКП(б)/КПСС. В 1990 году раскололась на Коммунистическую партию (самостоятельную) Эстонии и Коммунистическую партию Эстонии (на платформе КПСС).
- Союз демобилизованных военнослужащих (эст. Demobiliseeritud Sõjaväelaste Liit; 1921—1925). Распущен после реорганизации Союза обороны Эстонии.
- Национал-либеральная партия (эст. Rahvuslik Vabameelne Partei, RVP; 1922—1926). Была создана Йоханом Питкой, одним из основателей Кайтселийта.
- Союз арендаторов (эст. Üürnikkude Liit; 1923—1926).
- Партия поселенцев (эст. Asunikkude partei; 1923—1932, 1933—1934). Создана группой членов Крестьянского собрания. Аграрианизм, консерватизм. Несколько раз меняла название. Объединилась в Союз поселенцев и мелких сельских хозяев. Восстановлена в 1933 году, распущена после государственного переворота 1934 года. После присоединения к СССР действовала в эмиграции в Швеции.
- Национальный союз обществ домовладельцев (эст. Üleriiklik Majaomanike Seltside Liit; 1923—1932). Другое название — Ассоциация домовладельцев. Защита интересов частных собственников, ориентация на классический капитализм. Вошла в состав Национальной центристской партии.
- Эстонская социалистическая партия трудящихся (эст. Eesti Sotsialistlik Tööliste Partei, ESTP; 1925—1935). Создана в результате объединения Социал-демократической рабочей партии и бывших членов запрещённой Независимой социалистической партии трудящихся. Распущена после государственного переворота 1934 года.
- Лига ветеранов Освободительной войны (эст. Vabadussõjalaste liikumine, Eesti Vabadussõjalaste Liit, vapsid; 1929—1934). Основано под названием Эстонский союз участников Освободительной войны демобилизованными военными для защиты своих прав в условиях Великой депрессии. В 1933 году переименован. Другое название — Движение участников Освободительной войны. Были также известны под сокращённым названием — «вапсы» (эст. vapsid). Эстонский национализм, авторитаризм, антипарламентаризм, антикоммунизм. Запрещена после государственного переворота 1934 года.
- Союз поселенцев и мелких сельских хозяев (эст. Põllumeestekogude ja Põllumeeste, Asunikkude ning Väikemaapidajate Koondis, сокр. — Ühinenud Põllumeeste Erakond; 1932—1933). Создана в результате слияния Крестьянского собрания и Партии поселенцев.
- Национальная центристская партия (эст. Rahvuslik Keskerakond, RKE; 1932—1935). Создана в результате слияния Эстонской народной партии, Христианской народной партии, Эстонской партии трудящихся и Ассоциации домовладельцев. Распущена после государственного переворота 1934 года.

### Партии Второй Эстонской республики (с 1988 года)
- Эстонская партия национальной независимости (эст. Eesti Rahvusliku Sõltumatuse Partei, ERSP; 1988—1995). Первая в советской Эстонии независимая от КПСС партия. Эстонский национализм, сепаратизм, дерусификация, десоветизация, антикоммунизм. Вошла в состав «Союза Отечества».
- Эстонская христианско-демократическая партия (эст. Eesti Kristlik-Demokraatlik Erakond, EKDE; 1988—1992). Христианская демократия. Вошла в состав Национальной коалиции «Отечество» на правах Христианско-демократической фракции (эст. Kristlik-Demokraatlik Fraktsioon, KDF).
- Партия предпринимателей Эстонии (эст. Eesti Ettevõtjate Erakond; 1990—1994). Создана на базе Эстонской ассоциации кооперативов и частных предприятий. Независимость от СССР, рыночная экономика, развитие частного предпринимательства, евроинтеграция. После ряда неудач на выборах члены партии присоединились к Центристской партии и Партии реформ.
- Эстонская демократическая трудовая партия (эст. Eesti Demokraatlik Tööerakond, EDTE; 1989—1990). Социал-демократия. Влилась в Социал-демократическую партию.
- Русская социал-демократическая партия Эстонии (эст. Vene Sotsiaaldemokraatlik Partei Eestis; 1989—1990). Социал-демократия. Влилась в Социал-демократическую партию.
- Эстонская социал-демократическая партия независимости (эст. Eesti Sotsiaaldemokraatlik Iseseisvuspartei, ESDIP; 1989—1990). Социал-демократия. Влилась в Социал-демократическую партию.
- Эстонская зелёная партия (эст. Eesti Roheline Partei, ERP; 1989—1991). Образована на базе общественной организации Эстонское зелёное движение (Eesti Roheline Liikumine, ERL). Вошла в партию «Эстонские зелёные».
- Эстонская роялистская партия (эст. Eesti Rojalistlik Partei; 1989—1998). Официальная цель — установление в Эстонии конституционной монархии по типу скандинавских стран. В качестве монарха предполагались шведский принц Карл Филипп Эдмунд Бертиль и британский принц Эдуард, граф Уэссекский. Партия, в которую входили несколько известных в Эстонии юмористов, прославилась непродуманными проектами законов и скандальными инициативами на грани издевательства, чем в конце концов отпугнула от себя сторонников и союзников.
- Эстонская партия зелёных (эст. Eesti Roheline Erakond, ERE; 1990—1991). Вошла в партию «Эстонские зелёные».
- Коммунистическая партия Эстонии (на платформе КПСС) (эст. Eestimaa Kommunistlik Partei (NLKP platvormil), EKP (NLKP); 1990—1991). Образована в результате раскола Компартии ЭССР. Коммунизм, марксизм-ленинизм, интернационализм, антисепаратизм. Запрещена после восстановления независимости Эстонии.
- Эстонская консервативная народная партия (эст. Eesti Konservatiivne Rahvaerakond; 1990—1992). Вошла в состав Национальной коалиции «Отечество».
- Республиканская коалиция (эст. Vabariiklaste Koonderakond, W; 1990—1992). Вошла в состав Национальной коалиции «Отечество».
- Эстонская либерально-демократическая партия (эст. Eesti Liberaaldemokraatlik Partei, ELDP; 1990—1994). Либеральная демократия, экономический либерализм, классический либерализм. Послужила основой для Партии реформ.
- Эстонская сельская центристская партия (эст. Eesti Maa-Keskerakond; 1990—1996). Правый центр, аграрианизм. Вошла в партию «Умеренные».
- Эстонская социал-демократическая партия (эст. Eesti Sotsiaaldemokraatlik Partei, ESDP; 1990—1996). Образована в результате слияния Демократической трудовой партии, Социал-демократической партии независимости, Русской социал-демократической партии и Эстонской социалистической партии Koondis (эст. Eesti Sotsialistliku Partei Välismaa Koondis; партия эстонских эмигрантов в Швеции). Вошла в партию «Умеренные». Была членом Социнтерна.
- Эстонская левая партия (эст. Eesti Vasakpartei, EVP; 1990—2008). Создана как Компартия (самостоятельная) Эстонии в результате раскола Компартии Эстонии. Демократический социализм. В 1992 году переименована в Эстонскую демократическую партию трудящихся (эст. Eesti Demokraatlikuks Tööparteiks, EDTP). С 1997 года по 2004 года — Эстонская социал-демократическая партия трудящихся (эст. Eesti Sotsiaaldemokraatlikuks Tööparteiks, ESDTP). Вошла в Объединённую левую партию. Была членом Нового европейского левого форума и европартии «Европейские левые».
- «Эстонские зелёные» (эст. Eesti Rohelised; 1991—1998). Образована в результате слияния двух зелёных партий. Распущена из-за несоответствия количества членов требованиям закона. Входила в Европейскую федерацию зелёных партий.
- Эстонский сельский союз (эст. Eesti Maaliit, EML; 1991—2000). Создан как политическое движение в 1989 году. Вошёл в Народный союз.
- Эстонская партия пенсионеров и семей (эст. Eesti Pensionäride ja Perede Erakonna, EPPE; 1991—2000). Вошла в Народный союз.
- Эстонская коалиция (эст. Eesti Koonderakond; 1991—2002). Праволиберальная. Была членом-наблюдателем Либерального интернационала.
- Национальная коалиция «Отечество» (эст. Rahvuslik Koonderakond Isamaa; 1992—1995). Создана в результате слияния участников коалиции Избирательный союз «Отечество» (Эстонская христианско-демократическая партия, Эстонская консервативная народная партия, Эстонский христианско-демократический союз и Республиканская коалиция). Национальный консерватизм, консерватизм, христианская демократия, национализм. Вошла в состав «Союза Отечества».
- Партия будущего Эстонии (эст. Tuleviku Eesti Erakond, TEE; 1993—1999). Национализм. Преобразована в Партию независимости.
- Народная партия республиканцев и консерваторов (эст. Vabariiklaste ja Konservatiivide Rahvaerakond; 1994—1998). Образована в результате выхода части национально-консервативного крыла партии «Союз Отечества». Вместе с Крестьянской партией (эст. Talurahvaerakond) объединилась в Народную партию.
- Конфедерация эстонских националистов (эст. Eesti Rahvuslaste Keskliit, ERKL; 1994—1999). Крайне правая ультранационалистическая, обвинялась в неонацизме и связях с Русским национальным единством. Распущена в связи с нехваткой членов.
- Лесная партия (эст. Metsaerakond; 1994—1999). Создана группой лесоводов из государственных лесничеств.
- Эстонская сельская народная партия (эст. Eesti Maarahva Erakonna, EME; 1994—2000). Вошла в Народный союз.
- Эстонская синяя партия (Eesti Sinine Erakond, ESE); 1994—2001). Преобразована в Демократическую партию.
- Конституционная партия (эст. Konstitutsioonierakond; 1994—2008). Образована под названием Объединённая народная партия Эстонии (эст. Eestimaa Ühendatud Rahvapartei) для защиты интересов русского меньшинства. Левый центр. Переименована в 2006 году. Вошла в Объединённую левую партию.
- Русская партия Эстонии (эст. Vene Erakond Eestis, VEE; 1994—2012). Основана как преемник Русского национального союза. Влилась в Социал-демократическую партию.
- «Союз Отечества» (эст. Isamaaliit; 1995—2006). Образован в результате слияния Партии национальной независимости и Национальной коалиции «Отечество». Национальный консерватизм, консерватизм, христианская демократия, национализм, экономический либерализм. Была членом ЦДИ, МДС, ЕНП и ЕДС. Вошла в Союз Отечества и Res Publica.
- «Умеренные» (эст. Mõõdukad; 1996—1999). Образована в результате объединения Социал-демократической партии и Сельской центристской партии. Вошла в Народную партию умеренных.
- Партия новой Эстонии (эст. Erakond Uus Eesti, UE; 1996—2003). Создана группой членов Центристской партии Эстонии, не согласных с политикой её лидера Э. Сависаара. Первоначально называлась Партия развития (эст. Arengupartei, AP). Присоединилась к Народному союзу.
- Народная партия (эст. Rahvaerakond; 1998—1999). Создана в результате объединения Народной партии республиканцев и консерваторов и Крестьянской партии. Вошла в Народную партию умеренных.
- Народная партия умеренных (эст. Rahvaerakond Mõõdukad; 1999—2003). Создана в результате объединения Партии умеренных и Народной партии. Преобразована в Социал-демократическую партию. Была членом ПЕС.
- Республиканская партия (эст. Vabariiklik Partei, VP; 1999—2012). Новые правые, евроскептики, национальные консерваторы. Вступила в Партию независимости.
- Народный союз Эстонии (эст. Eestimaa Rahvaliit, ERL; 2000—2012). Образован в результате слияния Эстонской сельской народной партии, Эстонского сельского союза и Эстонской партии пенсионеров и семей. Аграрианизм, центризм, консерватизм, популизм. Был членом Союза за Европу наций. Вошёл в Консервативную народную партию.
- Партия Res Publica (эст. Erakond Res Publica; 2001—2006). Создана на базе общества молодых консерваторов Res Publica, основанного в начале 1989 года. Консерватизм, популизм. Была членом МДС и ЕНП. Вошла в Союз Отечества и Res Publica.
- Демократы — Эстонская демократическая партия (эст. Demokraadid – Eesti Demokraatlik Partei, EDP; 2001—2009). Создана на базе Синей партии. Преобразована в партию Libertas Эстонии.
- Эстонское национальное движение (эст. Eesti Rahvuslik Liikumine, ERL; 2006—2012). Национальная демократия, национализм, дерусификация, обеспечение независимости Эстонии и развитие национального государства. Вошло в Консервативную народную партию.
- Libertas Эстонии (эст. Libertas Eesti Erakond; 2009—2010). Создана на базе Демократической партии. Евроскептицизм.